# Malacocincla
A Malacocincla  a madarak osztályának verébalakúak (Passeriformes) rendjébe és a Pellorneidae családjába tartozó nem. Tartozott a timáliafélék (Timaliidae) családjába.

## Rendszerezésük
A nemet Edward Blyth angol zoológus írta le 1845-ben, három faj besorolása biztos, kettőé vitatott:
- Malacocincla abbotti
- Malacocincla sepiaria
- Malacocincla perspicillata
- rövidfarkú egértimália (Malacocincla malaccensis[2] vagy Pellorneum malaccensis)[1]
- Malacocincla cinereiceps[2] vagy Pellorneum cinereiceps[1]

## Előfordulásuk
Dél- és Délkelet-Ázsiában honosak. A természetes élőhelyük a szubtrópusi vagy trópusi esőerdők és cserjések. Állandó, nem vonuló fajok.

## Megjelenésük
Testhossza 13-17 centiméter.